# Пятнистогорлая жабка
Пятнистогорлая жабка (лат. Pelophryne misera) — вид бесхвостых земноводных семейства жаб (Bufonidae).

## Распространение
Эндемик северо-западного Борнео: найден в губернаторствах Малайзии Сабах и северо-восточный Саравак. Вероятно, присутствует на Калимантане. Впервые описан из образцов, собранных на горе Кинабалу.

## Описание
Это маленькие, крепкие жабы. Самцы размером 16—21 мм, самки — 18—23 мм. Окрас темно-коричневый с чёрными отметинами на голове, спине и боках. Морда тупая и имеет усеченный вертикальный профиль. Кожа в бородавках. На лапах мясистые складки, достигающие кончиков первых трех пальцев.
Обладают половым диморфизмом: у самцов есть горловой мешок, под нижней челюстью проходит ряд шипиков желтого или коричневого цвета, и желтые или коричневые брачные мозоли на первом пальце передних лап. Также, у них есть мельчайшие шипики, распределенные по всей спине.

## Образ жизни
Обитают в гористых карликовых лесах на высоте 1500 м над уровнем моря. Взрослые жабы, в значительной степени, ведут наземный образ жизни и живут в листве подстилки, скальных трещинах и отверстиях в земле. Находятся под угрозой потери среды обитания, вызванной лесозаготовками, хотя, как правило, это происходит на более низких высотах. Развитие инфраструктуры для туризма также является потенциальной угрозой.

## Размножение
Самцы поют, призывая самок, взбираясь на кустарник на высоту до полуметра над землёй. Яйца откладывают в небольшие заполненные водой углубления в почве или заполненные водой листовые чашки кувшиновых растений. Найдена всего одна кладка, в которой было около 10 яиц диаметром 2,8 мм. Низкая плодовитость типична для рода. Головастики вылупляются через 16 дней, метаморфоз наступает через 44 дня. Головастики эндотрофны (развиваются без внешних источников пищи).

## Галерея

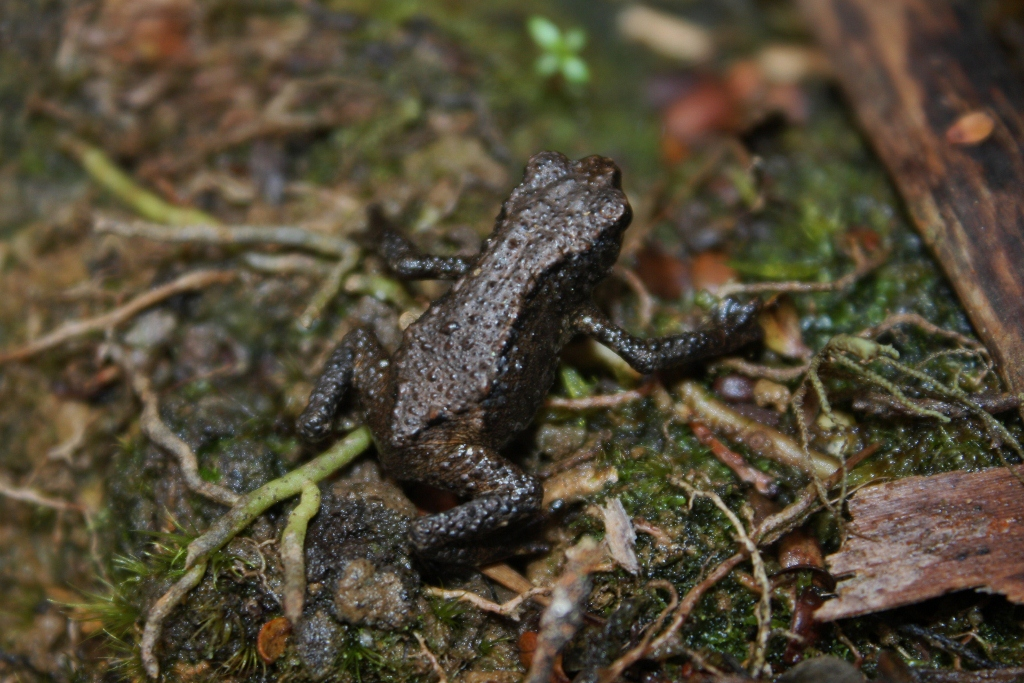
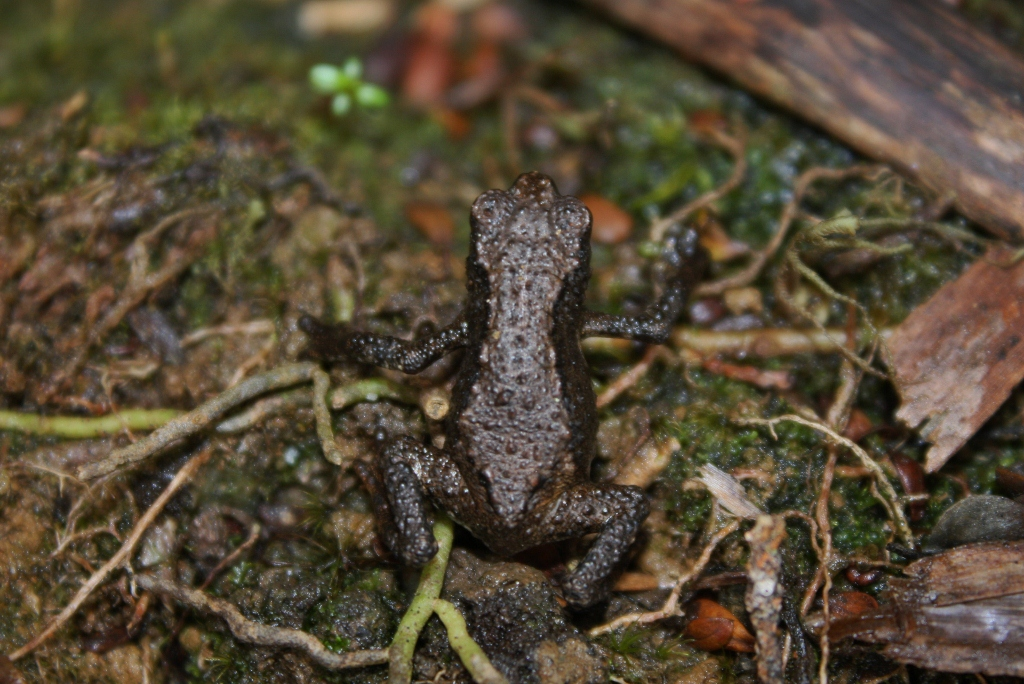
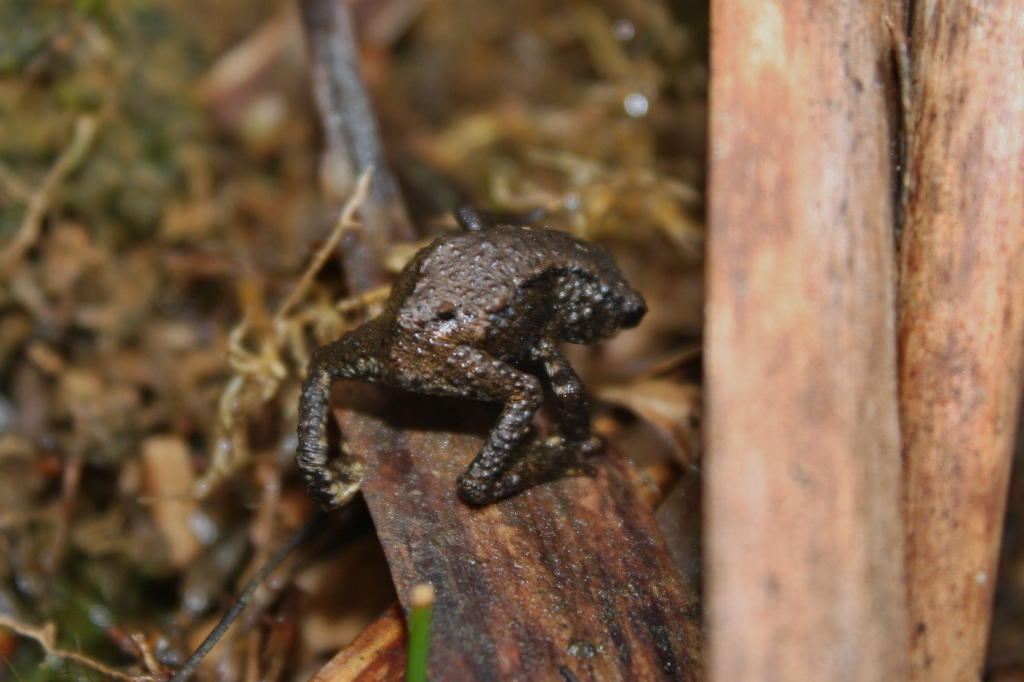